# سیم‌سیار

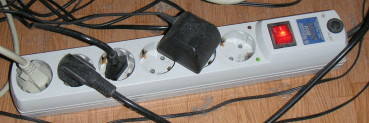
یک سیم‌سیار آلمانی دارای محافظ نوسان

سیم‌سَیار، سیم رابط یا پاور استریپ (به انگلیسی: Power strip) مجموعه‌ای از پریزهای الکتریکی است که به انتهای یک سیم انعطاف‌پذیر وصل است و امکان اتصال چندین دستگاه به برق را فراهم می‌کند. از سیم‌سیار اغلب هنگامی استفاده می‌شود که بسیاری از دستگاه‌های الکتریکی در مجاورت هم باشند، به‌ویژه سامانه‌های صوتی/تصویری و رایانه‌ای. سیم‌سیارها، دارای حداکثری از توان الکتریکی تخصیص داده‌شده هستند، مثلاً ۳۵۰۰ وات. سیم‌سیارها می‌توانند شامل یک کلید برای روشن و خاموش کردن همهٔ دستگاه‌ها باشند.